# Hebella costata
Hebella costata är en nässeldjursart som beskrevs av V.S. Bale 1884. Hebella costata ingår i släktet Hebella och familjen Hebellidae. Inga underarter finns listade i Catalogue of Life.